# Park Lisiniec
Park Lisiniec (także Park Lisiniecki) – park miejski w Częstochowie, znajdujący się w dzielnicy Lisiniec. Park powstał w latach 70. XX wieku i zajmuje powierzchnię 41,23 ha.

## Opis
Na terenie parku znajdują się trzy zbiorniki wodne o łącznej powierzchni 11 ha, powstałe wskutek zalania glinianek, użytkowanych przez miejscową ludność do lat 70. Zwyczajowo noszą one nazwy Adriatyk, Bałtyk i Pacyfik. Na terenie parku znajduje się kąpielisko z przystanią Wodnego Ochotniczego Pogotowia Ratunkowego, kort tenisowy oraz park linowy.
Właściciel parku – miasto Częstochowa, planował wybudowanie na tym terenie miejskiego centrum rekreacji i wypoczynku, którego głównym elementem miał być aquapark.
W 2013 r. rozpoczęto rewitalizację parku. Uporządkowano zieleń, wybudowano ścieżki spacerowe i ustawiono ławki. Od 2015 r. funkcjonuje wypożyczalnia sprzętu pływającego MOSiR. Urządzono plażę nad zbiornikiem Adriatyk, powstał skate park i plac zabaw dla dzieci.
W latach 2018–2019 w ramach budowy strefy wypoczynku Adriatyk powiększono plażę utworzoną z piasku przywiezionego z Łeby, zbudowano pomosty wodne, kładkę na kanałem łączącym zbiornik Adriatyk ze zbiornikiem Bałtyk, wieżę ratowniczą, ścieżki rowerowe oraz pawilon plażowy z tarasem widokowym, barem i restauracją.
Na terenie kompleksu posadzono nowe krzewy oraz ponad sto drzew, wśród których dominuje japońska wiśnia piłkowana „Kikushidare-zakura”.

Galeria
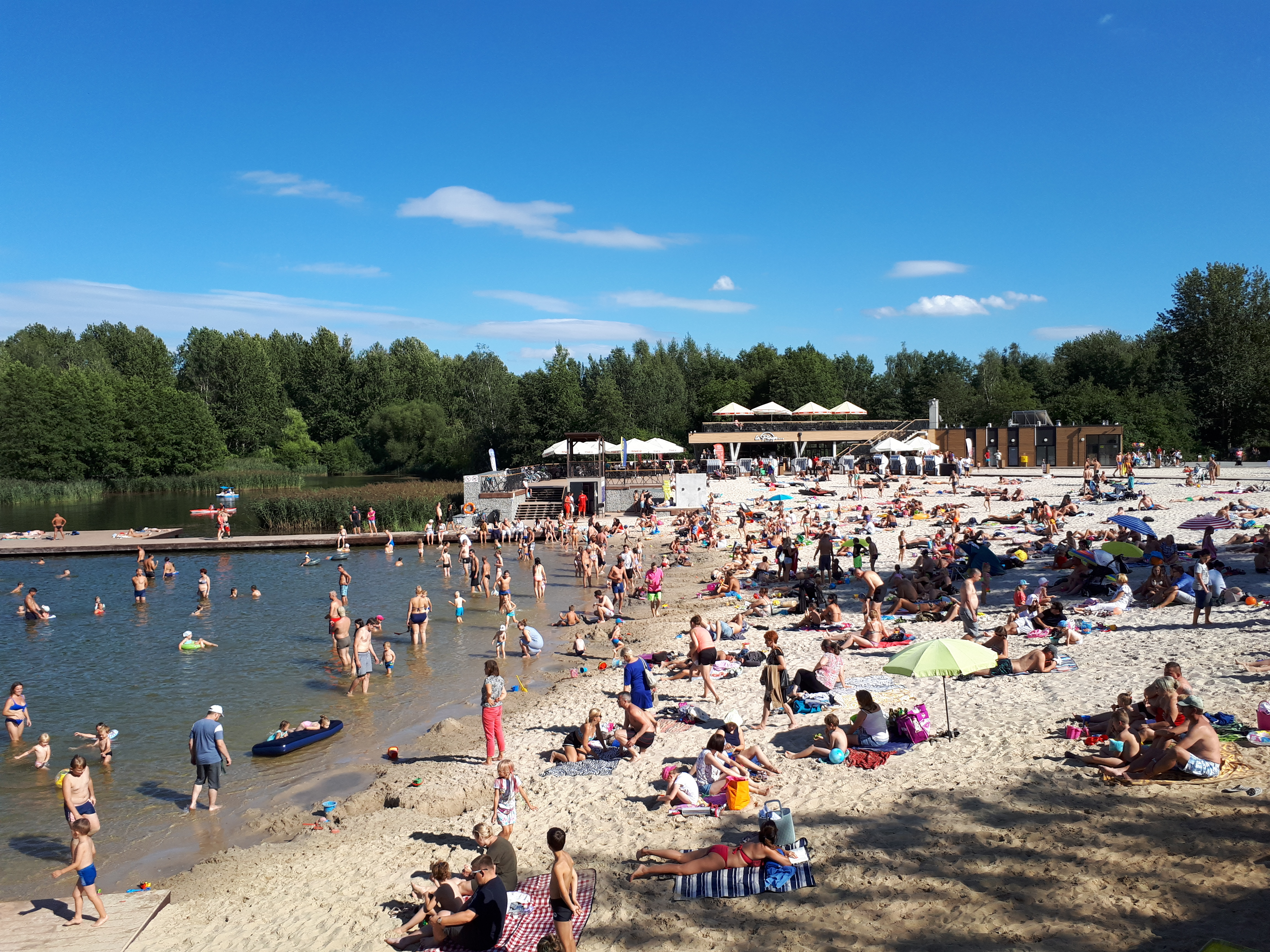
Plaża i kąpielisko w strefie wypoczynku Adriatyk
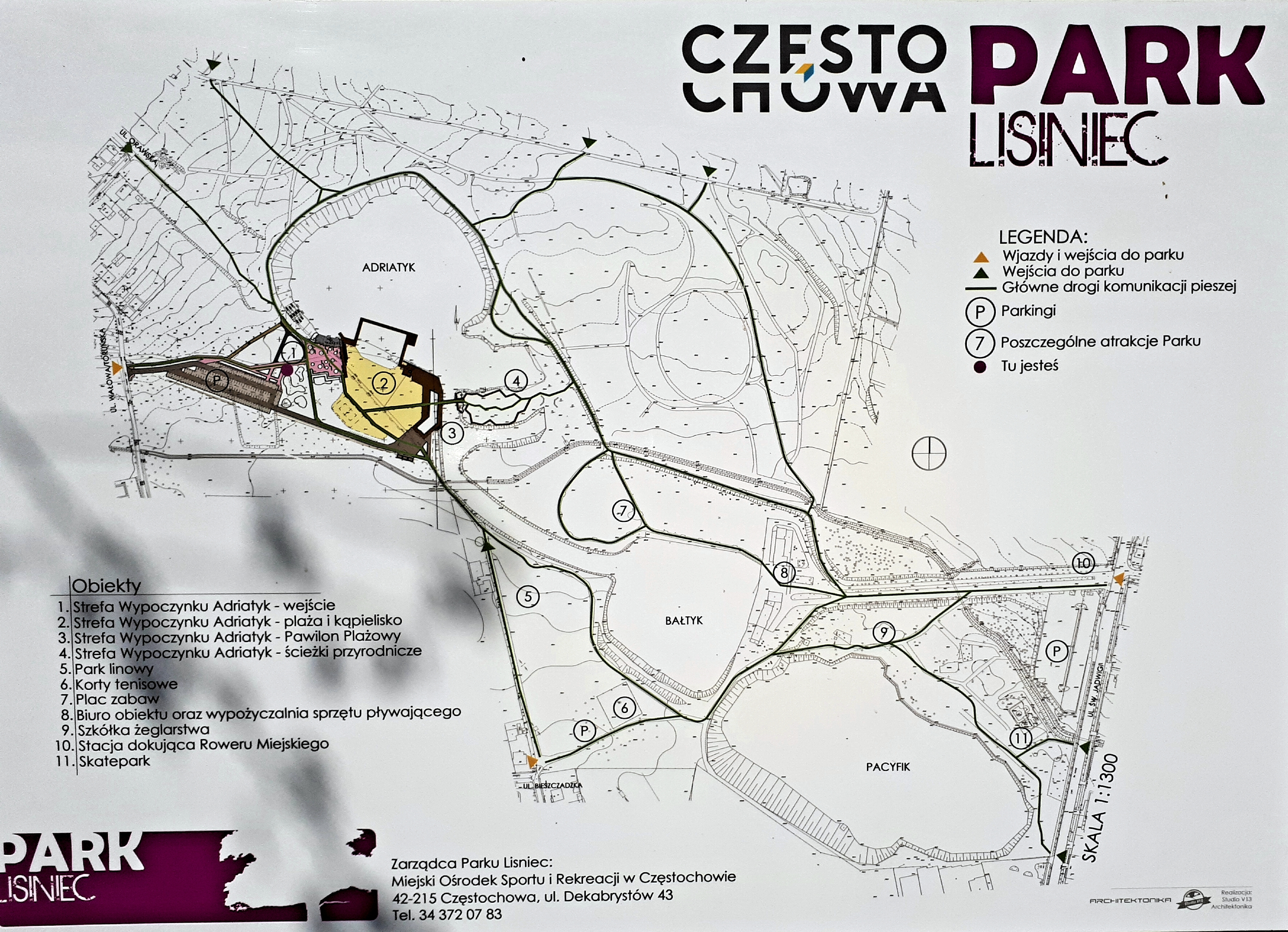
Plan parku